# Seznam motorů BMW

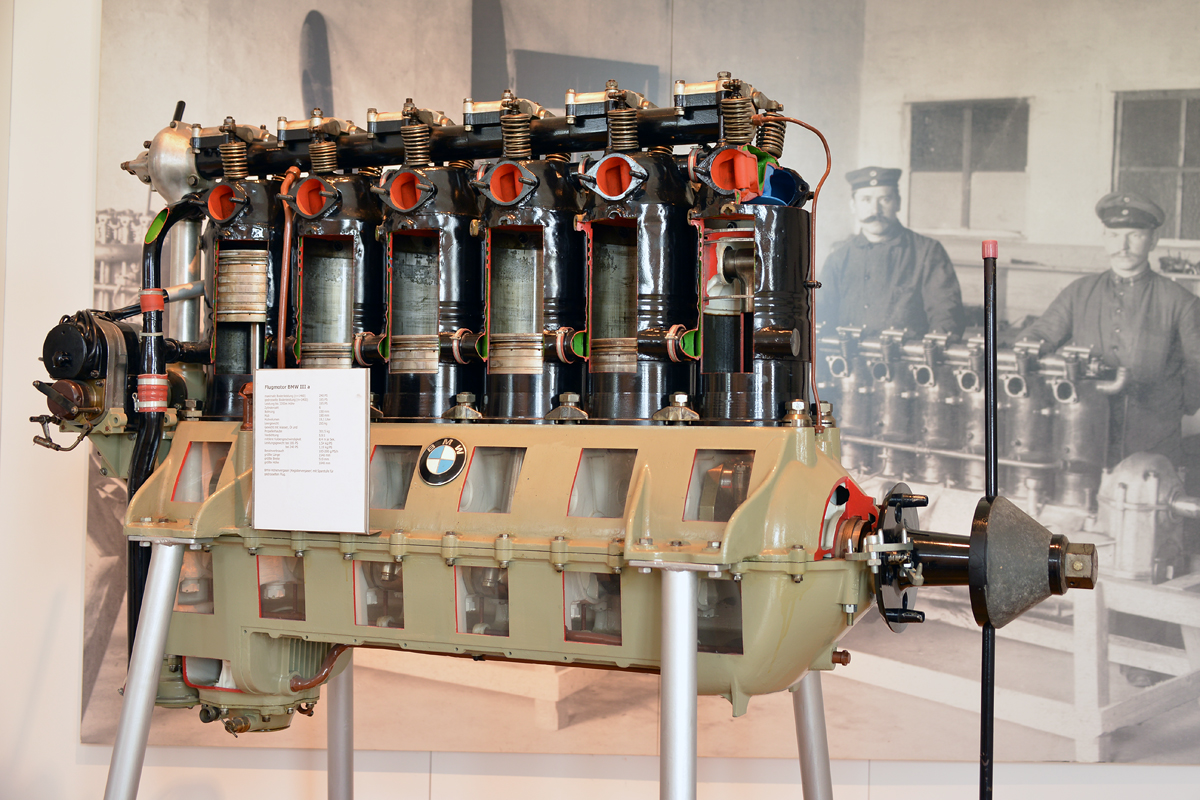
BMW IIIa, první motor značky BMW

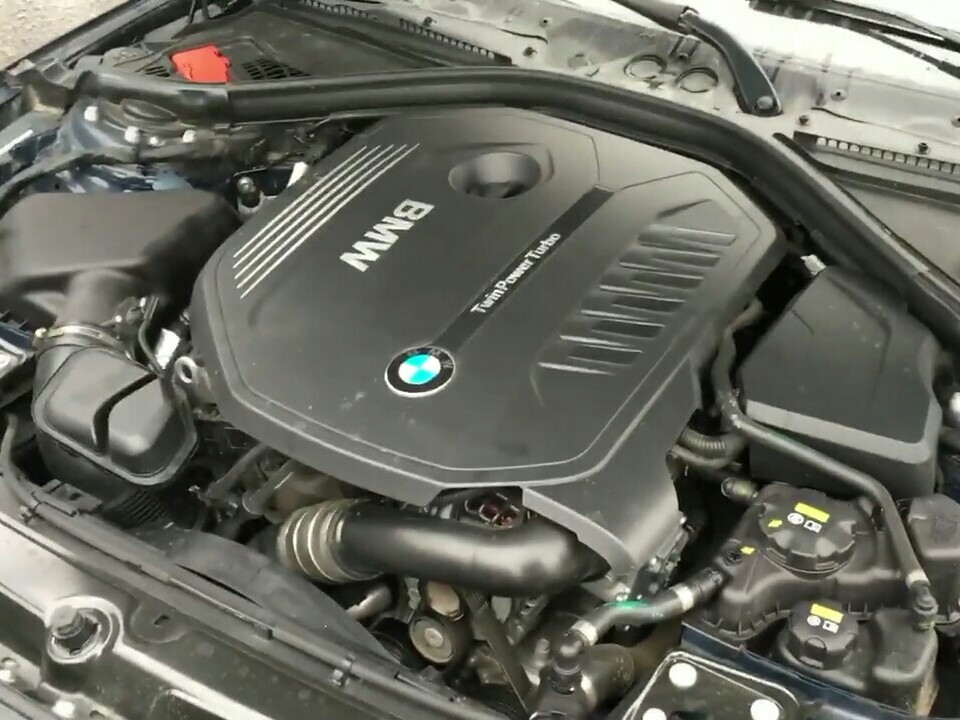
BMW B58, aktuálně vyráběný řadový šestiválec od BMW

BMW započalo výrobu motorů v roce 1917. Jako první přišly tehdy do produkce řadové šestiválcové letadlové motory.

## Automobilové motory
Jako spousta jiných výrobců i BMW produkovalo zážehové a vznětové motory v uspořádání: řadový čtyřválec (i4), řadový šestiválec (i6) a vidlicové osmi (V8), deseti (V10) a dvanáctiválce (V12).
Právě pro řadové šestiválce je BMW nejvíce známo. Zatímco ostatní výrobci se uchýlili raději k vidlicovým šestiválcům, BMW postavilo dlouhou historii na motorech o 6 válcích v řadě.
Jako prototyp pak vzniklo několik V16 motorů, které se však nikdy nedostaly do produkce. Tyto prototypy byly: 1987 Goldfish 6.7 L (jako základ byl použit M70 V12) a v roce 2004 Rolls-Royce 100EX 9.0 L.

### Seznam zážehových motorů
| Kódové označení               | Roky produkce        | Objem motoru         |
| i3 – Řadové tříválce          | i3 – Řadové tříválce | i3 – Řadové tříválce |
| ----------------------------- | -------------------- | -------------------- |
| B38                           | 2013–současnost      | 1.2–1.5 L            |
| i4 – Řadové čtyřválce         |                      |                      |
| M10                           | 1960–1984            | 1.5–2.0 L            |
| S14                           | 1986–1990            | 2.0–2.5 L            |
| M40                           | 1987–1995            | 1.6–1.8 L            |
| M42                           | 1989–1996            | 1.8 L                |
| M43                           | 1991–2002            | 1.6–1.9 L            |
| M44                           | 1996–2001            | 1.9 L                |
| N40                           | 2001–2004            | 1.6 L                |
| N42                           | 2001–2004            | 1.8–2.0 L            |
| N46                           | 2004–2007            | 1.8–2.0 L            |
| N45                           | 2004–2011            | 1.6–2.0 L            |
| N43                           | 2007–2011            | 1.6–2.0 L            |
| N20                           | 2011–současnost      | 1.6–2.0 L            |
| N13                           | 2011–současnost      | 1.6 L                |
| N26                           | 2012–současnost      | 2.0 L                |
| B48                           | 2013–současnost      | 2.0 L                |
| i6 – Řadové šestiválce        |                      |                      |
| M78                           | 1933–1950            | 1.2-1.9 L            |
| M328                          | 1936–1940            | 2.0-2.1 L            |
| M335                          | 1939–1941            | 3.5 L                |
| M337                          | 1952–1958            | 2.0-2.1 L            |
| M30                           | 1968–1994            | 2.5-3.5 L            |
| M20                           | 1977–1993            | 2.0-2.7 L            |
| M88/S38                       | 1978–1989            | 3.5-3.8 L            |
| M102                          | 1980–1982            | 3.2 L                |
| M106                          | 1982–1986            | 3.4 L                |
| M50                           | 1989–1996            | 2.0-2.5 L            |
| S50                           | 1992–1999            | 3.0-3.2 L            |
| M52                           | 1994–2000            | 2.0-2.8 L            |
| S52                           | 1996–2000            | 3.2 L                |
| M54                           | 2000–2006            | 2.2-3.0 L            |
| S54                           | 2000–2008            | 3.2 L                |
| M56                           | 2002–2005            | 2.5 L                |
| N52                           | 2005–2015            | 2.5-3.0 L            |
| N54                           | 2006–2016            | 3.0 L                |
| N53                           | 2007–2014            | 2.5-3.0 L            |
| N55                           | 2009–současnost      | 3.0 L                |
| S55                           | 2014–současnost      | 3.0 L                |
| B58                           | 2015–současnost      | 3.0 L                |
| V8 – Vidlicové osmiválce      |                      |                      |
| OHV V8                        | 1951–1965            | 2.6-3.2 L            |
| M60                           | 1992–1996            | 3.0-4.0 L            |
| M62                           | 1996–2005            | 3.5-4.4 L            |
| S62                           | 1998–2006            | 4.9 L                |
| P60                           | 2000–2005            | 4.0 L                |
| N62                           | 2001–2010*           | 3.6-4.8 L            |
| S65                           | 2007–2013            | 4.0 L                |
| N63                           | 2008–současnost      | 4.4 L                |
| S63                           | 2009–současnost      | 4.4 L                |
| V10 – Vidlicové desetiválce   |                      |                      |
| S85                           | 2005–2010            | 5.0 L                |
| V12 – Vidlicové dvanáctiválce |                      |                      |
| M70                           | 1987–1996            | 5.0 L                |
| S70                           | 1992–2000            | 5.6-6.1 L            |
| M73                           | 1993–2002            | 5.4 L                |
| N73                           | 2003–2016            | 6.0-6.75 L           |
| N74                           | 2009–současnost      | 6.0-6.75 L           |

### Seznam vznětových motorů
| Kódové označení          | Roky produkce        | Objem motoru         |
| i3 – Řadové tříválce     | i3 – Řadové tříválce | i3 – Řadové tříválce |
| ------------------------ | -------------------- | -------------------- |
| B37                      | 2012–současnost      | 1.5 L                |
| i4 – Řadové čtyřválce    |                      |                      |
| M41                      | 1994–2000            | 1.7 L                |
| M47                      | 1998–2006            | 2.0 L                |
| N47                      | 2006–současnost      | 2.0 L                |
| B47                      | 2013–současnost      | 2.0 L                |
| i6 – Řadové šestiválce   |                      |                      |
| M21                      | 1983–1993            | 2.4 L                |
| M51                      | 1991–2000            | 2.5 L                |
| M57                      | 1998–současnost      | 2.5-3.0 L            |
| N57                      | 2008–současnost      | 2.5-3.0 L            |
| B57                      | 2015–současnost      | 3.0 L                |
| V8 – Vidlicové osmiválce |                      |                      |
| M67                      | 1998-2009            | 3.9-4.4 L            |

## Letadlové motory

### i6 - Řadový šestiválec
- 1917–1919 – IIIa, 19.1 L i6— první korporátní produkt BMW
- 1919, 1925–? – IV, 23.5 L i6

### Vidlicové dvanáctiválce
- BMW VI, 38.2 L V12
- 1926–1937 – VI, 45.8 L V12
- VIIa supercharged V12
- 116 (initially XII), 20.7 L V12, nikdy v produkci
- 116 (initially XV), 36.0 L V12, nikdy v produkci

### Hvězdicové motory
- X, 2.2 L 5válec
  - Xa,2.9 L 5válec
- 1933–? – 132, 27.7 L 9válec, vývoj Pratt & Whitney R-1690 Hornet, v licenci
  - 1935 – 114, prototyp 132
  - 1935 – BMW-Lanova 114 V-4, supercharged kapalinou chlazený dieselový prototyp
- 1939–1945 – 801, dvouhvězdicový přeplňovaný 14válec
- 1942 – 802, 53.7 L supercharged 18válec dvojí řada, nikdy v produkci
- 803, 83.5 L supercharged 28válec 4-řada kapalinou chlazený, nikdy v produkci
- 1936–1944 – Bramo 323, 26.8 L supercharged 9válec, převzatý když BMW skoupilo Bramo v 1939

### Proudové motory
- 1944–1945 – BMW 003 – jednoproudový motor s axiálním kompresorem
- 1997–2000 – BMW Rolls-Royce BR700 – rodina dvouproudových motorů; ve spolupráci s Rolls-Royce plc